# 以色列基本法

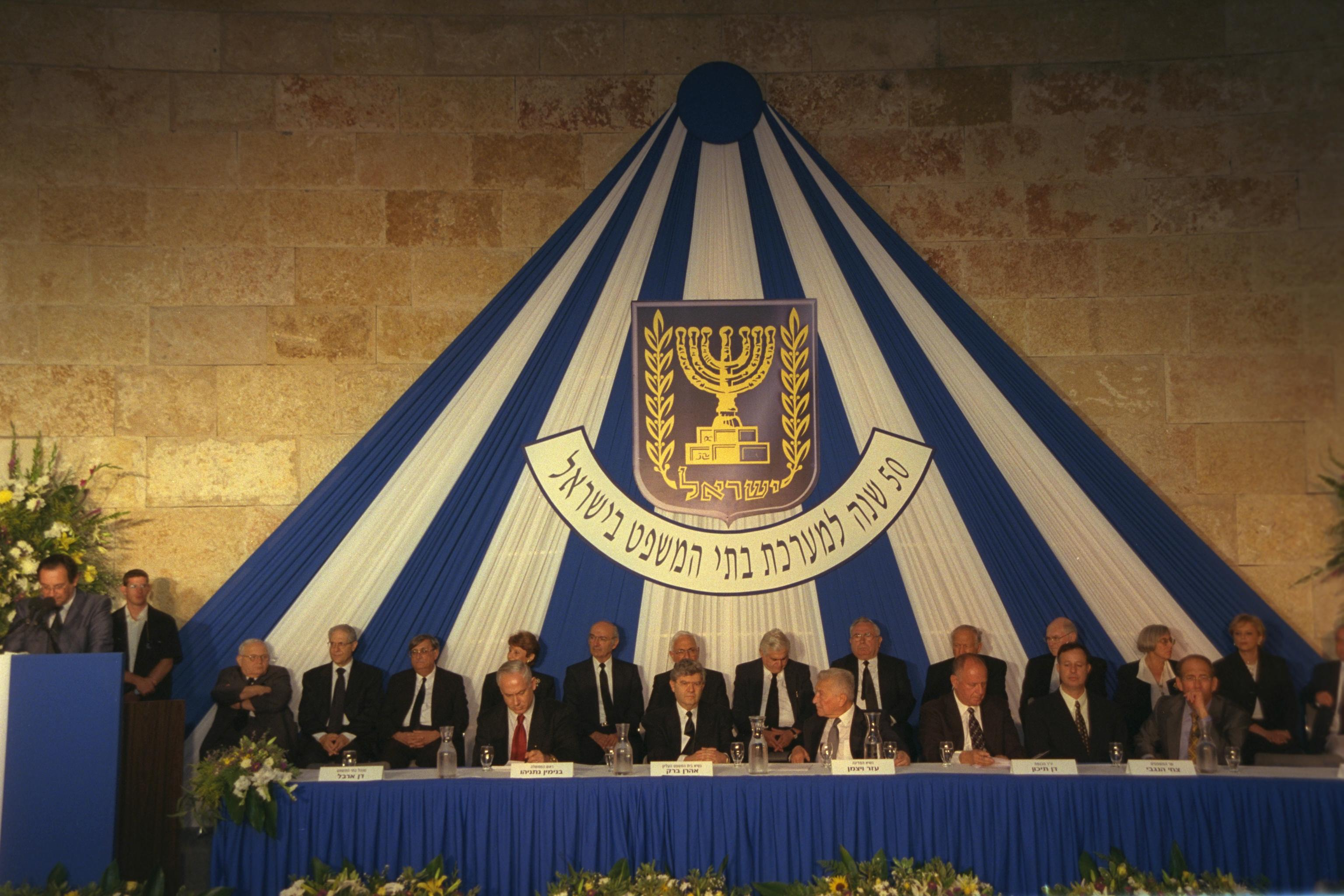
以色列最高法院成立50週年慶典

《以色列基本法》（羅馬化：Ḥukey HaYesod），是指以色列頒佈的十四份憲制性法律文件。在該等法律文件當中，有數份必須經以色列議會的絕對多數意見下才能更改。《基本法》不少內容是基於《以色列獨立宣言》。《基本法》規定國家部門的組成和主要職能，以及各政府部門之間的關係。《基本法》同時亦保護人權，雖然不少個人權力早已被以色列最高法院通過普通法而得到保障。在所有《基本法》中，《人類尊嚴與自由》擁有最高地位，最高法院有權根據此法廢除所有與之有衝突的法律，縱然是國家緊急狀態下亦不能逾越。
《以色列基本法》的最終目的，是為了在未來整合成一部《以色列憲法》。以色列制定憲法的過程從1950年代開始就停滯，故今所有《基本法》，在未來產生一部正式成文憲法之前，都被視為事實上的憲法。除了以色列，世界上亦有些國家沒有成文憲法，例如英國、加拿大、紐西蘭、聖馬利諾、瑞典和沙地阿拉伯。

## 背景
根據1948年5月14日頒佈的《以色列獨立宣言》，制憲會議需在1948年10月1日之前制定一部憲法。但制憲過程被拖延，並且由於以色列國內的各個群體對國家的認同、目的及長遠計劃未達成一致意見，故在1950年6月13日的一份決定中，以色列將逐章制定憲法。
除此之外，由於新生的以色列國家與週邊阿拉伯國家的戰事頻繁，現實環境亦不允許成文憲法在《獨立宣言》規定的最遲期限前制訂出來。1949年1月25日，以色列舉行大選，組成了國家制憲會議。同年2月，制憲會議結集，但經歷了數輪討論後，亦無法達成一致意見。
以色列的第一任總理戴維·本-古里安並不贊成制憲。制憲會議在四輪討論後，終於在1949年2月16日制定《過渡法》，產生以色列議會。以色列議會是制憲會議的法定繼承組織，繼續負責以色列的制憲事宜。
14部《以色列基本法》並沒有涵蓋所有一般憲法該涵蓋的範疇，同時，亦沒有設立最後期限來規定所有基本法究竟需在未來甚麼時候之前合併為一成文憲法。議會同時亦沒有規定《基本法》究竟通過甚麼方式凌駕其他一般法律。最終由以色列的司法系統決定法律的具體實施。

### 哈拉里決定
1950年，以色列議會達成哈拉里決定。根據決定，議會將會暫停完整憲法制定事宜，而是首先逐章制定憲法。所有制定的憲制性法律將冠名《基本法》，並且會全部收錄在未來的完整成文憲法中。
1958年至1988年間，以色列議會共通過了9部《基本法》，以決定國家的運作形式。1992年後，議會第一次通過了兩部針對人權的《基本法》，以及關於最高法院司法覆核權的規定。該兩部人權基本法為《基本法：人類尊嚴與自由》以及《基本法：職業自由》。
1992年，以色列最高法院通過憲法改革，賦予了《以色列基本法》的憲制統治地位。

### 憲法修正
以色列議會擁有法定的最高立法權，能夠通過組成多數制定任何法律。除非《基本法》中已經有明確規定修改條件，否則議會甚至能制定與《基本法》有衝突爭議的法律。目前《基本法》中，僅有兩條有明確修改條件：
- 《基本法：國會》第四條《選舉系統》規定，任何針對該條例的修改，須經議會121席中，61席的多數才能通過；
- 《基本法：國會》第44條《法律的穩定性》規定，國家不得以緊急狀態為由修改該法，該條例須經過80席的多數才能通過修改。

## 基本法列表
| 通過年份           | 基本法                     | 描述 |
| ------------------ | -------------------------- | --- |
| 1958年；1987年更新 | 國會                       | 國會的立法功能 |
| 1960年             | 國土                       | 確保國土為國有財產 |
| 1964年             | 總統                       | 涉及規定總統的狀態、選舉、資質、權力及程序工作等 |
| 1968年             | 政府                       | 1992年被取代，2001年又重新啓用，並且帶有修改 |
| 1975年             | 國家經濟                   | 規定鑄幣權及國家的收支 |
| 1976年             | 軍隊                       | 賦予以色列國防軍行動的合憲性；賦予政府軍隊的控制權；對徵兵的規定；同時明確規定以色列國防軍為國家唯一合法武裝組織 |
| 1980年             | 耶路撒冷——以色列首都       | 規定耶路撒冷為以色列首都；確保耶路撒冷的完整；關於聖地的規定；確保所有宗教成員的權力；賦予首都特別的發展方向 |
| 1984年             | 司法                       | 涉及規定司法機構的權威、組織、司法獨立原則、公開、委任、資質及權力等 |
| 1988年             | 審計長                     | 涉及規定所有政府部門分支、人員以及其他以國家名義運作的組織之權力、任務及監管責任 |
| 1992年             | 人類尊嚴與自由             | 以色列內的人權基礎為：認可個人的價值、認可個人生活的神聖性、及承認個人自由的事實；個人有權自由離開及進入國家；保護私隱及個人財產不受非法審查的權力；對個人及其財產的審查，需首先符合國家利益，有正當理由並且不應過當使用；該法同樣規定了法案自身的穩定性，以及即使處於國家緊急狀態亦不得修改                                                                                 |
| 1994年             | 職業自由                   | 規定所有以色列國民及居民的職業自由；任何對個人職業自由衝突的行為，需首先符合國家利益，有正當理由並且不應過當使用；該法同樣規定了法案自身的穩定性，以及即使處於國家緊急狀態亦不得修改 |
| 2001年             | 政府                       | 繼承了1968年的同名基本法 |
| 2014年             | 公民投票                   | 若以色列政府採取了任何將使該國法律及行政管轄在某一地理區域失效的決定，該決定需得至少80名議員同意，或在公民投票中獲絕對多數支持，才能通過。該法的通過意味着，只有當獲得80名或以上的議員投下支持票（這種情況下毋須舉行公民投票）；又或者在條約生效之前舉行公民投票，且獲絕對多數的贊成票的批准之下，以色列政府才能割讓或變動包括綠線以內、戈蘭高地及東耶路撒冷等一系列的國土。 |
| 2018年             | 以色列——猶太民族的民族國家 | 規定了以色列的國家性質為猶太人國家。猶太人擁有唯一的民族自決權，並且撤銷阿拉伯語的官方語言地位。 |

## 外部連結
- Basic Laws （页面存档备份，存于） Knesset website. Introduction and summaries
- Basic Laws （页面存档备份，存于） Knesset website. List with links to full texts
- The Constitution （页面存档备份，存于） Knesset website, 2007. Explains why there isn't a constitution
- Constitution for Israel （页面存档备份，存于） Knesset website, 2014. Project portal for the drafting of a constitution.